# Paradise by the Dashboard Light
"Paradise by the Light Dashboard" é uma canção escrita por Jim Steinman. Foi lançada em 1977 no álbum Bat Out of Hell, com vocais do músico americano Meat Loaf juntamente com Ellen Foley. É mais conhecida por a sua estrutura original e comprimento, e tornou-se um marco das rádios de rock clássico.